# Odontomachus spinifer
Odontomachus spinifer là một loài kiến đã tuyệt chủng trong phân họ Ponerinae được biết đến từ một hóa thạch Miocen có thể tìm thấy trên Hispaniola. O. spinifer là một trong hai loài thuộc chi kiến Odontomachus được mô tả từ hóa thạch tìm thấy trong hổ phách Dominica và là một trong số các loài Odontomachus được tìm thấy ở Greater Antilles.

## Lịch sử và phân loại
Nó được biết đến từ một con côn trùng hóa thạch đơn độc, cùng với một loài vi mô, được bao gồm trong một đoạn màu vàng trong suốt hổ phách Dominica. Hổ phách được tạo ra bởi loài Hymenaea protera đã tuyệt chủng, trước đây đã phát triển trên Hispaniola, bắc Nam Mĩ và tới miền nam Mexico. Mẫu vật này được thu thập từ một mỏ vàng hổ phách không xác định được trong các tảng đá có chứa hóa thạch của dãy núi Cordillera Septentrional ở miền bắc Cộng hòa Dominican. Hổ phách bắt nguồn từ ít nhất là giai đoạn Burdigalian của Miocene, dựa trên nghiên cứu các hóa thạch liên quan đến foraminifera, và có thể được như cũ như Eocene Trung, dựa trên coccoliths hóa thạch liên quan. Độ tuổi này là do đá chủ là trầm tích thứ cấp cho hổ phách, và Miocen theo độ tuổi chỉ là trẻ nhất có thể.
Vào thời điểm mô tả, mẫu Holotype, số "Do-2215", được bảo quản trong bộ sưu tập hổ phách Stuttgart của Bảo tàng Lịch sử Tự nhiên bang Baden-Württemberg, Đức. Các hóa thạch này được nghiên cứu lần đầu bởi nhà côn trùng học Maria L. De Andrade thuộc Đại học Basle với mô tả kiểu năm 1994 của loài mới được công bố trên tạp chí Stuttgarter Beiträge zur Naturkunde. Serie B (Geologie und Paläontologie). Kiểu spinifer đặc trưng cụ thể có nguồn gốc từ từ Latin có nghĩa là "mang một cột sống", một tham chiếu đến hình chiếu lớn trên đỉnh cuống. [1]

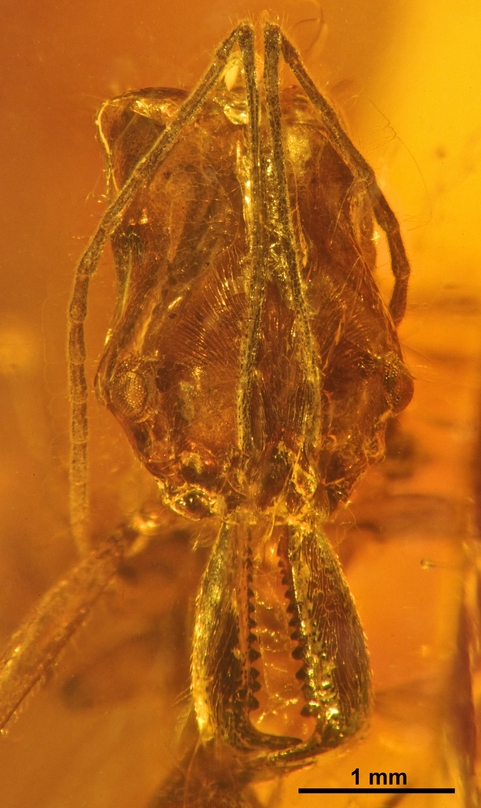
Đầu mẫu vật O. spinifer

Dựa trên cấu trúc đầu, O. spinifer được cho là thuộc nhóm O. hematodus, gần với loài O. affinis, O. mayi và O. panamensis. Ba loài hiện đại là từ Brazil và Guyana qua Panama và Costa Rica. Hai loài hiện đại được tìm thấy trên đảo Hispaniola, O. bauri và O. insularis không được đặt gần O. spinifer, có cấu trúc khác nhau của đầu trên bề mặt. Khi được mô tả lần đầu tiên, O spinifer là một trong hai loài Odontomachus đã được mô tả từ hoá thạch. Nó và Odontomachus pseudobauri đều được De Andrade mô tả từ hổ phách Dominica trong cùng một bài báo. Một loài thứ ba Odontomachus paleomyagra, loài hóa thạch nén đầu tiên, được mô tả trong năm 2014 từ một công nhân tìm thấy trong các mỏ than non Pribonia của lưu vực sông Most, Cộng hòa Séc.

## Tham khao
1. ↑  Bisby, F.A.; Roskov, Y.R.; Orrell, T.M.; Nicolson, D.; Paglinawan, L.E.; Bailly, N.; Kirk, P.M.; Bourgoin, T.; Baillargeon, G.; Ouvrard, D. (2011). “Species 2000 & ITIS Catalogue of Life: 2011 Annual Checklist”. Species 2000: Reading, UK. Truy cập ngày 24 tháng 9 năm 2012.
2. ↑  (2001), website, Hymenoptera Name Server
3. ↑  ITIS: The Integrated Taxonomic Information System. Orrell T. (custodian), 2011-04-26
4. ↑  De Andrade, M. L. (1994). “Fossil Odontomachiti Ants from the Dominican Republic (Amber Collection Stuttgart: Hymenoptera, Formicidae. VII: Odontomachiti)”. Stuttgarter Beiträge zur Naturkunde. Serie B (Geologie und Paläontologie). 199: 2, 7–9. doi:10.5281/zenodo.26365.
5. ↑  Poinar, G.; Heiss, E. (2011). “New Termitaphididae and Aradidae (Hemiptera) in Mexican and Dominican amber” (PDF). Palaeodiversity. 4: 51–62.
6. ↑  Woodruff, R.E. (2009). “A new fossil species of stag beetle from Dominican Republic amber, with Australasian connections (Coleoptera: Lucanidae)”. Insecta Mundi. 0098: 1–10.
7. ↑  Wappler, T; Dlussky, G.M.; Engel, M. S.; Prokop, J.; Knor, S. (2014). “A new trap-jaw ant species of the genus Odontomachus (Hymenoptera: Formicidae: Ponerinae) from the Early Miocene (Burdigalian) of the Czech Republic” (PDF). Paläontologische Zeitschrift. 88 (4): 495–502. doi:10.1007/s12542-013-0212-2.